# 中正公園 (中壢區)

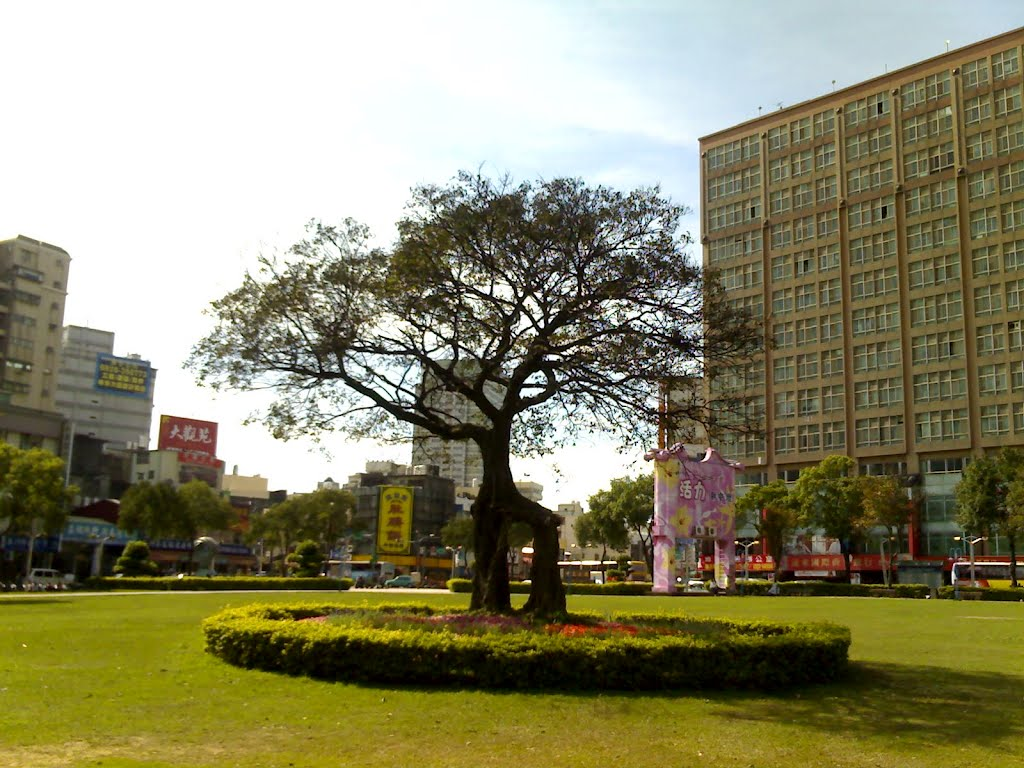
中正公園

中正公園，是一座位於臺灣桃園市中壢區的公園。

## 簡介
中正公園原名中央公園座落於中壢區元化路、中美路一段及延平路環繞中間區塊，地勢平坦寬廣，面積52,912平方公尺。內有健康步道、花園造景。另園內設有舞台、廣場及兒童遊樂設施，平日開放供市民運動及休憩自由使用，大節日則常供各機關及民間團體申請舉辦各類公益活動及大型晚會。
位於公園靠延平路側，有一頗具特殊造型的廟宇建築物「義士堂」，即中壢市萬善堂，此堂興建於清朝道光十五年（西元 1835 年）五月，並經日本昭和八年（西元 1933 年）、民國六十四年（西元 1975 年）兩次修建，始見現今之規模。

## 設施
- 中壢藝術館
- 桃園市立圖書館中壢分館
- 中壢松鶴會館
- YouBike中壢服務中心
- 中正公園（中美路）YouBike租賃站
- 中正公園（元化路）YouBike租賃站

## 週邊環境
- 中壢監理站
- 遠東SOGO百貨中壢店
- 中壢市社福館
- 救國團中壢教育中心
- 景仁醫院
- 宏其婦幼醫院
- 元化院
- 新街溪水岸光廊
- 大同商圈
- CM Village 中美村

## 外部連結
- 中壢市公所 耶誕節活動
- 中正公園簡介
- 新街國小 義士堂簡介（页面存档备份，存于）